# Реб Браун
Реб Браун (англ. Reb Brown; 29 квітня 1948) — американський актор.

## Біографія
Реб Браун народився 29 квітня 1948 року в Лос-Анджелесі, штат Каліфорнія. Навчався в Temple City High School, а потім в Університеті Південної Каліфорнії, де грав у футбол захисником.

## Кар'єра
У 1973 році дебютував у фільмі «Sssssss», потім знімався на телебаченні. У 1979 році виконав головні ролі у фільмах «Капітан Америка» і його сиквелі. У 1980-х роках актор знімався в головних ролях у бойовиках «Атака коммандос», «Рідкісна відвага», «Військовий робот», «Заколот у космосі» і «Виття 2». Також, велику популярність Браун здобув після виходу науково-фантастичного бойовика «Йор, мисливець майбутнього».

## Особисте життя
З 8 вересня 1979 року одружений з актрисою Сіссе Камерон.

## Фільмографія
- 1979 — Капітан Америка 2 / Captain America II: Death Too Soon
- 1980 — Який чудесний світ новий! / Brave New World
- 1982 — Меч і чаклун / The Sword and the Sorcerer
- 1983 — Рідкісна відвага / Uncommon Valor
- 1985 — Виття 2 / Howling II: Stirba — Werewolf Bitch
- 1989 — Клітка / Cage
- 1990 — Вуличний мисливець / Street Hunter
- 1991 — Політ «Порушника» / Flight of the Intruder